# Georges Beltrand
Pour les articles homonymes, voir Beltrand.
Georges Léon Égalité Beltrand, né à Paris le 18 juillet 1881 et mort à Colombes le 15 octobre 1969, est un graveur français.

## Biographie
Élève de son père Tony Beltrand, frère de Jacques Beltrand et de Camille Beltrand, membre de la Société nationale des beaux-arts, il se spécialise d'abord dans le vitrail avant de passer à la gravure sur bois. 
Certaines de ses œuvres sont exposées au musée Mathurin-Méheut à Lamballe.